# Daryl Hannah
Daryl Christine Hannah (Chicago, 3 dicembre 1960) è un'attrice e attivista statunitense.
È ricordata principalmente per aver partecipato a diversi film di successo, alcuni divenuti dei veri e propri cult, come ad esempio Blade Runner (1982) di Ridley Scott, Splash - Una sirena a Manhattan (1984) di Ron Howard, Wall Street (1987) di Oliver Stone, Crimini e misfatti (1989) di Woody Allen, Fiori d'acciaio (1989) di Herbert Ross, Kill Bill: Volume 1 (2003) e Kill Bill: Volume 2 (2004) di Quentin Tarantino.

## Biografia
Daryl è nata a Chicago, Illinois, figlia di Susan Jeanne Metzger, una insegnante e poi produttrice di origine tedesca, e di Donald Christian "Don" Hannah, capo di una società di rimorchiatori da carico, che hanno poi divorziato. Ha una sorella, Page (Patricia), che è stata sposata con il regista Lou Adler. Dopo aver frequentato la scuola di recitazione Francis W. Parker School e l'University of Southern California esordì giovanissima nell'horror Fury (1978) di Brian De Palma. Fu successivamente la replicante Pris in Blade Runner (1982) di Ridley Scott e Darien Taylor, la fidanzata del broker rampante Bud Fox-Charlie Sheen nel cult-movie Wall Street (1987) di Oliver Stone.
In seguito decise di cambiare genere, interpretando soprattutto ruoli fantastici e fantasiosi: Splash - Una sirena a Manhattan (1984) di Ron Howard; High Spirits - Fantasmi da legare (1988) di Neil Jordan e Avventure di un uomo invisibile (1992) di John Carpenter rientrano in questo filone. Nel 1990 rifiutò il ruolo della protagonista Vivian nel film Pretty Woman, perché riteneva fosse degradante per una donna interpretare una prostituta. Il ruolo verrà poi affidato a Julia Roberts, che otterrà fama mondiale.
In televisione partecipò allo sceneggiato Una donna in 'crescendo' (1993), di cui fu anche coproduttrice. Dopo aver preso parte a Two Much - Uno di troppo (1995), diretto da Fernando Trueba, ottenne nuovamente la notorietà internazionale quando fu scelta da Quentin Tarantino per Kill Bill, film in cui interpretò l'assassina Elle Driver. Nel 2002 partecipò al video musicale Feel di Robbie Williams. Nel 2006 prese parte al film italiano Olé diretto da Carlo Vanzina, recitando a fianco di Massimo Boldi e Vincenzo Salemme.

## Vita privata

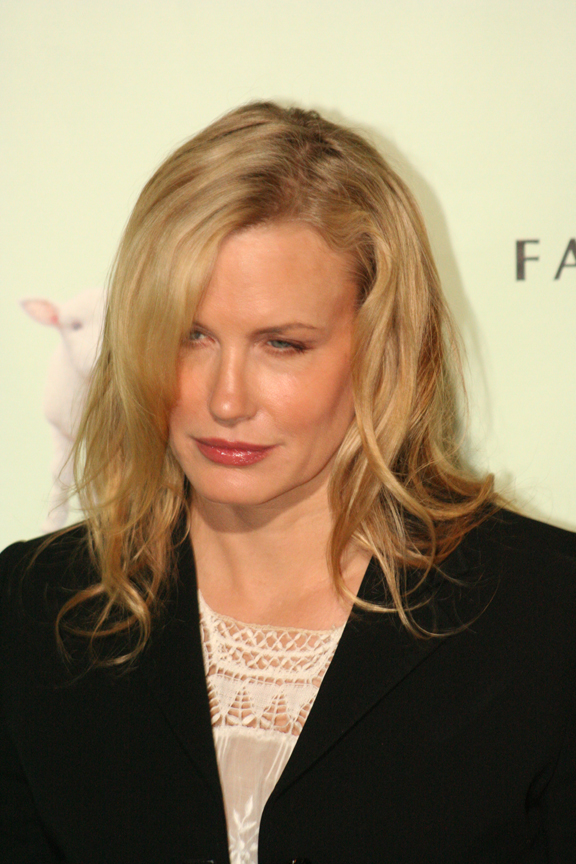
Daryl Hannah nel 2006

Daryl Hannah è stata sentimentalmente legata al giornalista John Fitzgerald Kennedy Jr. (figlio dell'ex presidente democratico John F. Kennedy) e al cantante Jackson Browne. Dal 2014 è legata sentimentalmente al cantante Neil Young, che ha sposato nel 2018. Da bambina perse in un incidente la falange superiore dell'indice della mano sinistra, menomazione che nei film ha spesso camuffato con un'apposita protesi. Vegana dal 2012, Daryl Hannah è affetta dalla sindrome di Asperger.

### L'impegno ambientalista
Da anni è noto l'impegno dell'attrice per le campagne ambientaliste. Vegana, si batte per la protezione degli animali, la coltivazione ecologica, l'energia sostenibile e contro l'energia nucleare. Nel 2006 ha occupato degli alberi insieme alla cantautrice Joan Baez. Nel 2008-2009 è stata a bordo della Steve Irwin, una nave dell'organizzazione per la protezione della vita marina Sea Shepherd, per evitare che la flotta giapponese uccidesse esemplari di balene nell'Oceano Antartico.
In due manifestazioni di protesta, nel giugno del 2009, nella contea di Raleigh contro la costruzione di alcune miniere, e a fine agosto del 2011, davanti alla Casa Bianca contro la costruzione di un oleodotto, è stata fermata dalla polizia locale. Il 4 ottobre 2012 è stata nuovamente arrestata a Winnsboro in Texas mentre protestava sempre contro la costruzione di un oleodotto. Nel 2012 il quotidiano The Times l'ha definita una dei dieci contestatori più influenti del mondo.

## Filmografia

### Attrice

#### Cinema
- Fury (The Fury), regia di Brian De Palma (1978)
- Paese selvaggio (Hard Country), regia di David Greene (1981)
- Blade Runner, regia di Ridley Scott (1982)
- Summer Lovers, regia di Randal Kleiser (1982)
- Amare con rabbia (Reckless), regia di James Foley (1984)
- Splash - Una sirena a Manhattan (Splash), regia di Ron Howard (1984)
- Il Papa del Greenwich Village (The Pope of Greenwich Village), regia di Stuart Rosenberg (1984)
- Cro Magnon: odissea nella preistoria (The Clan of the Cave Bear), regia di Michael Chapman (1986)
- Pericolosamente insieme (Legal Eagles), regia di Ivan Reitman (1986)
- Roxanne, regia di Fred Schepisi (1987)
- Wall Street, regia di Oliver Stone (1987)
- High Spirits - Fantasmi da legare (High Spirits), regia di Neil Jordan (1988)
- Crimini e misfatti (Crimes and Misdemeanors), regia di Woody Allen (1989)
- Fiori d'acciaio (Steel Magnolias), regia di Herbert Ross (1989)
- Pubblifollia - A New York qualcuno impazzisce (Crazy People), regia di Tony Bill (1990)
- Giocando nei campi del Signore (At Play in the Fields of the Lord), regia di Héctor Babenco (1991)
- Avventure di un uomo invisibile (Memoirs of an Invisible Man), regia di John Carpenter (1992)
- Due irresistibili brontoloni (Grumpy Old Men), regia di Donald Petrie (1993)
- Piccole canaglie (The Little Rascals), regia di Penelope Spheeris (1994)
- Legame mortale (The Tie That Binds), regia di Wesley Strick (1995)
- Two Much - Uno di troppo (Two Much), regia di Fernando Trueba (1995)
- That's Amore - Due improbabili seduttori (Grumpier Old Men), regia di Howard Deutch (1995)
- Uomini spietati (The Last Days of Frankie the Fly), regia di Peter Markle (1997)
- Bionda naturale (The Real Blonde), regia di Tom DiCillo (1997)
- Conflitto d'interessi (The Gingerbread Man), regia di Robert Altman (1998)
- La famiglia Addams si riunisce, regia di Dave Payne (1998)
- Hi-Life, regia di Roger Hedden (1998)
- Speedway Junky, regia di Nickolas Perry (1999)
- Martin il marziano (My Favorite Martian), regia di Donald Petrie (1999)
- Trappola esplosiva (Diplomatic Siege), regia di Gustavo Graef-Marino (1999)
- Fiore bruciato (Wildflowers), regia di Melissa Painter (1999)
- L'ultimo anello della follia (Cord), regia di Sidney J. Furie (2000)
- Dancing at the Blue Iguana, regia di Michael Radford (2000)
- Ring of Fire, regia di Xavier Koller (2001)
- Jackpot, regia di Michael Polish (2001)
- I passi dell'amore - A Walk to Remember (A Walk to Remember), regia di Adam Shankman (2002)
- Hard Cash (Run for the Money), regia di Predrag Antonijevic (2002)
- Bánk, regia di Sinan Cetin (2002)
- Northfork, regia di Michael Polish (2003)
- The Job, regia di Kenny Golde (2003)
- Big Empty - Tradimento fatale (The Big Empty), regia di Steve Anderson (2003)
- Casa de los babys, regia di John Sayles (2003)
- Kill Bill: Volume 1, regia di Quentin Tarantino (2003)
- Yo puta, regia di María Lidón (2004)
- Kill Bill: Volume 2, regia di Quentin Tarantino (2004)
- Silver City, regia di John Sayles (2004)
- Al passo con gli Stein (Keeping Up with the Steins), regia di Scott Marshall (2006)
- Olé, regia di Carlo Vanzina (2006)
- Dark Honeymoon (2008)
- Shannon's Rainbow (2009)
- The Cycle (2009)
- Blind Revenge (A Closed Book), regia di Raúl Ruiz (2010)
- Eldorado (2012)
- Incubo nei social (Social Nightmare), regia di Mark Quod – film TV (2013)
- 2047 - Sights of Death, regia di Alessandro Capone (2014)
- I Am Michael, regia di Justin Kelly (2015)

#### Televisione
- Paper Dolls, regia di Edward Zwick – film TV (1982)
- Una donna in "crescendo" (Attack of the 50 Ft. Woman), regia di Christopher Guest – film TV (1993)
- The Last Done – miniserie TV (1997)
- Rescuers: Stories of Courage: Two Families – film TV (1998)
- La finestra sul cortile (Rear Window), regia di Jeff Bleckner – film TV (1998)
- Giochi di potere – film TV (2000)
- Jack e il fagiolo magico, regia di Brian Henson – film TV (2001)
- Final Days of Planet Earth – film TV (2006)
- Kung Fu Killer – miniserie TV (2008)
- Shark Swarm - Squali all'attacco, regia di James A. Contner – film TV (2008)
- Zombie Night – film TV (2013)
- 50 anni in rosa (The Hot Flashes), regia di Susan Seidelman – film TV (2013)
- Hawaii Five-O – serie TV, episodio 4x16 (2014)
- Sense8 – serie TV, 24 episodi (2015-2018)

### Regista
- Strip Notes (2001) - anche sceneggiatrice e montatrice

### Produttrice
- Una donna in "crescendo" (Attack of the 50 Ft. Woman), regia di Christopher Guest – film TV (1993)
- Rescuers: Stories of Courage: Two Families – film TV (1998)
- Fiore bruciato (Wildflowers), regia di Melissa Painter (1999)
- Strip Notes (2001)

## Riconoscimenti parziali
- MTV Movie & TV Awards
  - 2005 – Miglior combattimento per Kill Bill: Volume 2
- Razzie Awards
  - 1987 – Peggior attrice non protagonista per Wall Street
- Satellite Award
  - 2004 – Candidatura alla miglior attrice in un film drammatico per Kill Bill: Volume 2

## Doppiatrici italiane
Nelle versioni in italiano dei suoi film, Daryl Hannah è stata doppiata da:
- Roberta Paladini in Giocando nei campi del signore, Fiore bruciato, Due irresistibili brontoloni, That's Amore - Due improbabili seduttori
- Micaela Esdra in Blade Runner, Pericolosamente insieme, Roxanne, Le avventure di un uomo invisibile
- Simona Izzo in Amare con rabbia, Splash - Una sirena a Manhattan, Il Papa di Greenwich Village
- Cristina Boraschi in Two Much - Uno di troppo, L'ultimo padrino, La finestra sul cortile
- Francesca Fiorentini in Kill Bill: Volume 1, Kill Bill: Volume 2
- Claudia Razzi in Summer Lovers, Olé
- Silvia Pepitoni in Uomini spietati, Trappola esplosiva
- Laura Boccanera in I passi dell'amore, Shark Swarm - Squali all'attacco
- Anna Cesareni in Yo Puta, Kung Fu Killer, Kung Fu Killer II
- Micaela Pignatelli in Wall Street
- Monica Pariante in Big Empty - Tradimento fatale
- Monica Gravina in Jack e il fagiolo magico
- Monica Bertolotti in Martin il marziano
- Giò Giò Rapattoni in Dancing at the Blue Iguana
- Alessandra Cassioli in Legame mortale
- Monica Ward in Paese selvaggio
- Antonella Rinaldi in High spirits - Fantasmi da legare
- Barbara Castracane in Conflitto d'interessi
- Ida Sansone in Fiori d'acciaio
- Flavia Fantozzi in Addams Family Reunion
- Liliana Sorrentino in Storie di coraggio - Due famiglie
- Alessandra Korompay in Pubblifollia
- Serena Verdirosi in Fury
- Vanessa Giuliani in The Cycle
- Claudia Catani in Al passo con gli Stein
- Giuppy Izzo in Bionda naturale
- Patrizia Burul in Amazing Racer - L'incredibile gara
- Beatrice Margiotti in Zombie Night
- Maura Ragazzoni in 2047 - Sights of Death
- Chiara Colizzi in Sense8